# Fontenay-le-Marmion
Fontenay-le-Marmion é uma comuna francesa na região administrativa da Normandia, no departamento Calvados. Estende-se por uma área de 10,19 km². Em 2010 a comuna tinha 1 948 habitantes (densidade: 191,2 hab./km²).